# Gradino Hillary

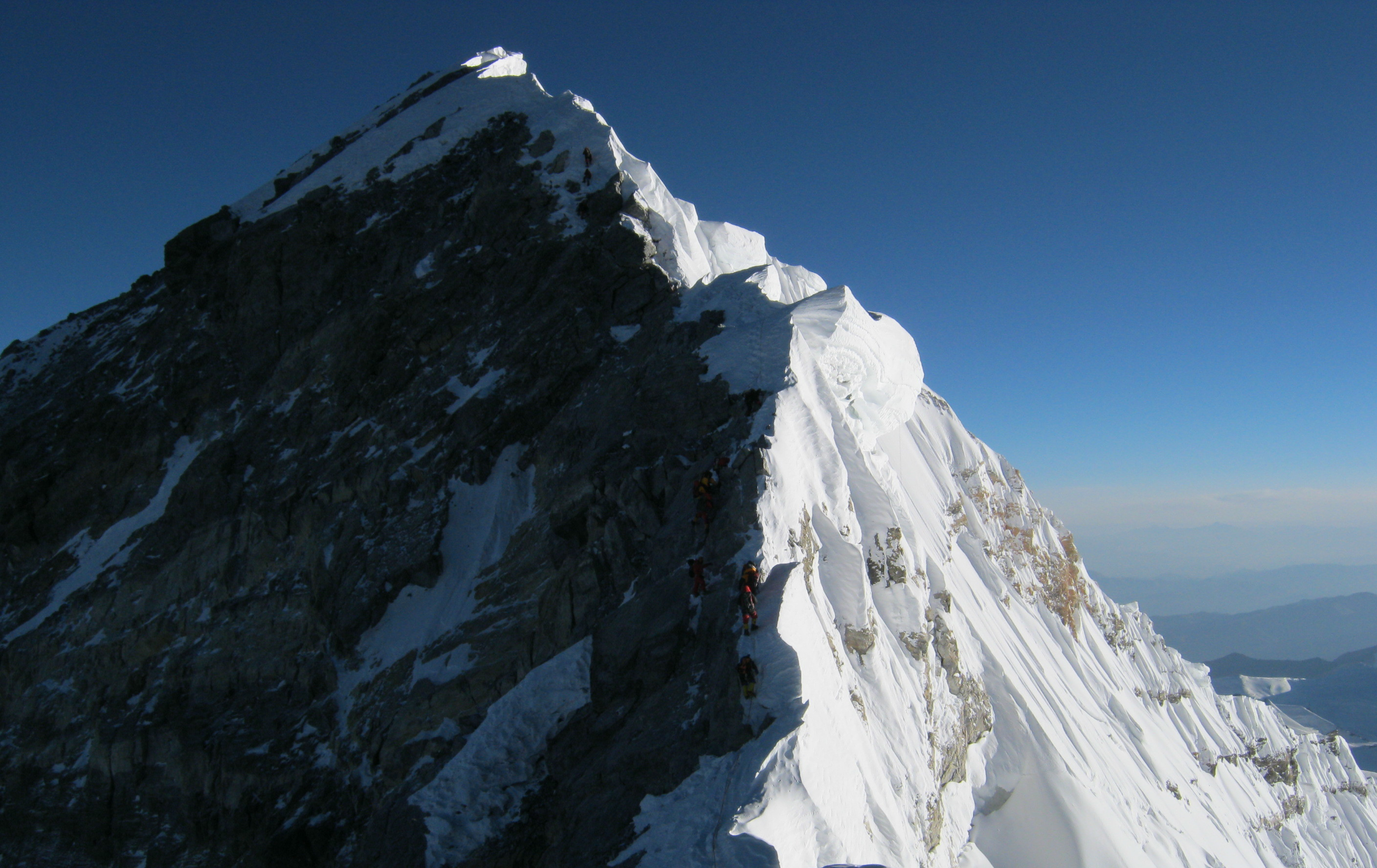
L'Hillary Step prima del crollo

Il gradino Hillary (noto anche, in inglese, con il nome Hillary Step) è stata una parete di roccia quasi verticale alta circa 12 metri in prossimità della cima del monte Everest ad un'altitudine di circa 8790 m s.l.m.. Si trovava sulla cresta di sud-est, circa a metà strada tra la cima sud (8750 m s.l.m.) e la cima primaria del monte (8848 m s.l.m.) ed era l'ultimo punto di una certa difficoltà prima di raggiungere la vetta lungo la via di sud-est.

## Caratteristiche
È stato chiamato così in onore di Edmund Hillary, che, insieme a Tenzing Norgay, è stata la prima persona ad aver certamente raggiunto la vetta dell'Everest.
Quando Hillary e Tenzing hanno scalato il gradino Hillary per la prima volta, il 29 maggio 1953, hanno scalato la spaccatura tra la neve e la roccia. Fino al 2015 la scalata è stata effettuata con l'aiuto di corde, che venivano fissate durante la prima scalata di ogni stagione. Con l'aumentare del numero di scalatori ogni anno, il gradino era diventato una sorta di collo di bottiglia, dove gli scalatori erano sempre più spesso costretti ad aspettare il loro turno per usare le corde; ciò ha talvolta portato a dilatazioni nei tempi di ascensione sulla montagna.

## Crollo
Durante la prima ascensione nella stagione 2016 è stato osservato che il terremoto dell'aprile 2015, che causò 16 vittime sulle cascate Khumbu per via di una valanga e determinò l'annullamento dell'intera stagione di ascensioni sull'Everest, ha fatto crollare alcuni massi e portato alla formazione di una rampa di neve dove prima c'era una parete verticale di roccia, rendendo l'attraversamento del gradino Hillary molto più semplice.
Nel maggio del 2017 una spedizione commerciale guidata dal britannico Tim Mosedale ha confermato il crollo dell'Hillary Step.